# Дом № 1 на улице Некрасова/ Дом № 10 на улице Баллаева
Дом № 1 на улице Некрасова/ Дом № 10 на улице Баллаева — памятник истории регионального значения во Владикавказе, Северная Осетия. Выявленный объект культурного наследия России и культурного наследия Северной Осетии. В реестре объектов культурного наследия называется как «Дом, в котором жил известный педагог и журналист, издатель, автор осетинского букваря Алмахсид Адильгиреевич Кануков, 1907 г.».

## История
Дом построен в 1900 году. В этом здании с 1900 по 1907 год проживал осетинский просветитель, известный педагог и журналист, издатель, автор осетинского букваря «Райдиан чиныг» («Первая книга»), редактор первого осетинского журнала «Зонд» («Знание») Алмахсид Адильгиреевич Кануков. В этом же доме с 1924 по 1977 год проживал участник Гражданской войны на Тереке Христофор Иванович Гребенник.
Памятник состоит из четырёх отдельных литер «А, А1, Б, Б1». Согласно технической документации от 1932 года часть дома «Литер А» построена в 1907 году, в связи с чем этот год упоминается в наименовании памятника, внесённого в реестр объектов культурного наследия. Однако, согласно свидетельствам детей А. Канукова, его семья проживала в этом доме уже с 1900 года в части со стороны современной улицы Некрасова. В 1907 году А. Кануков переехал в другой дом № 9 на соседней Кизлярской улице в связи с перестройкой габаритов здания со стороны Графской улицы.

## Описание
Одноэтажный прямоугольный кирпичный дом с двумя фасадами, ориентированными на юг и запад, и с внутренним двором расположен в исторической части города на пересечении улиц Некрасова и Баллаева. Архитектура и визуальный внешний вид не имеют стилевой направленности.
Архитектурное решение фасадов выполнено в скупом виде. Вокруг оконных проёмов обустроены кирпичные выпуски через ряд кладки, под прямоугольными окнами располагаются ниши. Фасад украшен многоступенчатым карнизом. На фасаде по улице Некрасова длиной 34,3 метра располагаются четыре, по фасаду по улице Баллаева длиной 28,8 метров — шесть окон с входом. Фасады по своей кирпичной кладке не представляют собой архитектурную ценность.
Фасад литеры «А» сохранил первоначальный вид и представляет собой историко-культурную и градостроительную ценность. В «Литере А» находились три квартиры, одна из которых выходила на Ремесленную улицу (ул. Баллаева), две других со двора — на Ремесленную улицу и на Графскую улицу (Некрасова). Наличие трёх обособленных входа предполагают его целевое использование в качестве доходного дома. В результате перестройки в 1907 году дом на Графской улице расширился на два оконных проёма и отдельный вход. Новое строение на Графской улице отличалось от остального дома по кирпичной кладке и рисунку фасада.
Литеры «А1, Б и Б1» были перестроены в более позднее время (1910—1916), чем литера «А». Отличаются от ранней версии дома по фактуре кирпича и рисунку кладки.
Оригинальные входные двери и переплёты оконных проёмов утрачены. Со стороны улицы Некрасова находится козырёк с оригинальными металлическими козырьками. Внутреннее убранство жилых помещений полностью утрачено в связи с многочисленными ремонтами.
В 2022 году на крыше здания был сооружён самострой в виде мансарды с объёмными прямоугольными окнами.